# Marianne Cedervall
Marianne Elisabet Cedervall, född den 20 februari 1949 i Halla socken på Gotland, är en svensk författare, som debuterade vintern 2009. Marianne är utbildad gymnasielärare i svenska och engelska men har också arbetat inom andra områden, bland annat som chef på Migrationsverkets asylmottagningar. Innan Marianne blev författare på heltid arbetade hon som arbetsgivarkonsult på Svenska kyrkans arbetsgivarorganisation, men är nu pensionerad. Hon bor i Västerås och på Gotland.
I serien om Mirjam och Hervor finns sex delar utgivna. Debuten Svinhugg är en spänningsroman som utspelar sig på Gotland. Uppföljaren Svartvintern utspelar sig i Tornedalen, Vittangi. I den tredje boken Spinnsidan är de tillbaka på Gotland. I fjärde boken Stormsvala reser de till New York. Den femte, Solsvärta, handlar om pilgrimsfalkar och brevduvor i Västerås. Efter ett par års uppehåll återvände författaren till serien och skrev Sorgeängel som utspelar sig i Tornedalen. Som ljudbok finns ytterligare en med titeln "Snöstjärnor".
Samtliga böcker finns inlästa som ljudböcker av Susanne Alfvengren och Gun Olofsson.
Ett gratis utgåva av Svinhugg, tydligt markerat "läsexemplar" i skyddsomslag (och med eget ISBN 978-91-27-11879-9) distribuerades med nummer 1/2009 av tidningen Svensk Bokhandel, som har en upplaga om 4100 exemplar.
Marianne har också skrivit en serie feelgood-deckare om Anki Karlsson och Tryggve Fridman. Samtliga böcker utspelar sig på Gotland.
Böckerna är inlästa som ljudböcker med Anna Maria Käll som uppläsare.
Marianne har även en tredje serie i genren cosy crime. Deckarprästen Samuel Williams löser mordgåtor i en liten by i Dalarna tillsammans med kriminalkommissarie Maja-Sofia Rantatalo (släkt med Hervor).
Flera av böckerna är översatta till tyska, norska,  finska, danska, tjeckiska och estniska. 